# Slashdot
Slashdot ("barrapunt", abreviat com a "/.") és un lloc web de notícies orientat a la tecnologia. Va ser creat el setembre de 1997 per Rob Malda. Actualment pertany a l'Open Source Development Network, part de VA Software.
La major part dels continguts de Slashdot consisteixen en resums breus d'històries d'altres pàgines web i enllaços a aquestes. Els usuaris de Slashdot poden comentar cada notícia i cada una obté entre 200 i 2000 comentaris durant el temps que està a la pàgina principal. Els resums de cada història solen ser enviats pels mateixos lectors de Slashdot i els editors són els encarregats d'acceptar o no cada contribució
El nom "Slashdot" va ser elegit per la forma curiosa que sona dins d'un URL. En anglès barra és "slash" i punt és "dot", per tant al llegir "http://slashdot.org" el resultat "http colon slash slash slashdot dot org".
Slashdot funciona sobre un programa anomenat Slash. El codi de Slash s'allibera sota la llicència lliure GPL, per tant molts llocs de notícies l'han usat.

## Karma i moderació
Tot usuari, a partir de cert moment, pot moderar les opinions dels altres, puntuant-les de divertides, interessants, inspirades, informatives, infravalorades, sobrevalorades, trolls, inflamadores, fora de tema o redundants. Les puntuacions afecten a la visibilitat dels comentaris, i a una puntuació o karma de l'usuari que s'ha puntuat. Els usuaris amb un karma alt tenen més visibilitat i tenen l'opció de moderar comentaris d'altres amb més freqüència.
Tot usuari, a partir de cert moment, pot metamoderar les moderacions dels altres, per evitar que s'abusi del sistema de moderació.
Els usuaris que fan moderacions considerades injustes pels metamoderadors veuen disminuïda la seva capacitat de moderació.

## Prejudicis a Slashdot
La major part del públic habitual de Slashdot són entusiastes de GNU/Linux o del moviment del programari lliure. Curiosament, una enquesta duta a terme a Slashdot revela que aproximadament la meitat de visitants són usuaris de Microsoft Windows, mentre que només un terç usa GNU/Linux. Es creu que això és degut al fet que molts usuaris de GNU/Linux visiten Slashdot des de la feina on l'ús de Windows encara és majoritari.
És habitual donar per suposat que els usuaris de Slashdot no han llegit l'article que comenten, i que aprofiten tota oportunitat per criticar negativament a Microsoft i a la RIAA (i des del 2003, també a SCO), així com defensar el programari lliure, i, en menor grau a Apple.

## Trolls i fenòmens de Slashdot
Hi ha moltes bromes internes recurrents, entre elles:
- First post! (primer comentari! en català) (hi ha una sèrie d'usuaris que competeixen per escriure el primer comentari de cada article)
- IN SOVIET RUSSIA (bromes derivades de "In California, you can always find a party. In soviet Russia, the Party can always find YOU!")
- Imagine a Beowulf cluster of those! (aplicable qualsevol maquinari nou)
- But does it run Linux? (però funciona a Linux?) (aplicable a qualsevol maquinari nou; variació "But does it play ogg?")
- Gay Nigger Association of America (conjunt de trolls que insten a associar-se a un suposat grup de gays negres)
- Natalie Portman
- BSD is dying! (BSD s'està morint!: s'adverteix de la decadència dels sistemes de tipus BSD -i, actualment, també d'altres-, amb l'afegit opcional "Netcraft confirms it" (Netcraft ho confirma"")
- I, for one, welcome our new *** overlords (aplicable a col·lectius que apareixen com a poderosos): procedent de Els Simpsons, episodi 1F13 Arxivat 2006-08-15 a Wayback Machine. "Deep Space Homer"
- 1.2.3???4.Profit! (suposats plans per guanyar diners, amb diversos pasos, un d'ells incògnit): procedent de l'episodi 217 de South Park "Underpants Gnomes"

## Webs similars
A l'Estat Espanyol aparegueren webs similars a Slashdot. Entre les més conegudes, hi ha Barrapunto, en castellà i Puntbarra, en català. PuntBarra va començar el seu funcionament el 2002. Com a sistema de gestió de continguts s'utilitzava el programari lliure Drupal. Barrapunto és un web de notícies relacionades amb el programari lliure, la tecnologia i els drets digitals creat el 1999. El programari que usa és Slash i és lliure. La web fou la guanyadora el 2006 dels Premios 20Blogs organitzats pel diari online 20 minutos, a la categoria de Millor comunitat d'un blog.